# Strafbataillon 999 (Film)
Strafbataillon 999 ist ein 1959 gedrehter deutscher Kriegsfilm von Harald Philipp mit Sonja Ziemann in der Hauptrolle.

## Handlung
Der Film spielt im Deutschen Reich in der Spätphase des Zweiten Weltkrieges. Schon geringfügige Verfehlungen reichen, um wegen Hochverrats oder Feigheit vor dem Feind angeklagt zu werden. Diesen üblichen Rechtsstandards Hohn sprechenden „Urteilen“ folgte in der Regel ein unmittelbar im Anschluss daran vollzogenes Todesurteil. Bald erkennt aber die Wehrmachtsführung, dass es sich bei wegen geringfügiger Vergehen zu Gefängnis oder Exekution verurteilten Soldaten um pure Verschwendung von „Kanonenfutter“ handelt. Die Wehrmacht befindet sich im Osten auf dem Rückzug, jeder gesunde Mann wird dringend benötigt. Daher wird eine Sondereinheit gegründet, die diesen verurteilten Soldaten eine „zweite Chance“ geben soll, die Chance zur Bewährung: das Strafbataillon 999. Im Rahmen dieser Einheit werden wegen geringer Verbrechen vorbestrafte Männer, Kommunisten oder Deserteure zu sogenannten „Himmelsfahrtkommandos“ einberufen und an die Front geschickt.
Anhand eines Einzelschicksals wird das tagtägliche Leben (und Sterben) im Strafbataillon dramatisch dokumentiert. Der Bakteriologe Dr. Ernst Deutschmann wurde verurteilt, weil man ihm Selbstverstümmelung vorwarf, um sich dem Wehrdienst zu entziehen. Die Wahrheit liegt jedoch woanders: Deutschmann unternahm einen Selbstversuch, um ein Serum zu entwickeln. Doch mit seinem Experiment stand er der SS im Allgemeinen und deren Mitglied Dr. Kukil, der ein entsprechendes Gutachten gegen Deutschmann verfasste, im Weg. Nun bekommt auch er die Chance, sich durch den Dienst im Strafbataillon 999 zu bewähren. Deutschmanns Ehefrau Julia kämpft derweil daheim um die Aufhebung des Urteils gegen ihren Mann und muss sich deshalb auch mit Kukil und dem zuständigen SS-Standartenführer auseinandersetzen. Beide Männer versuchen die Situation Julias, deren Mann sich fern der Heimat befindet, auszunutzen und nähern sich ihr auf ungehörige Weise.
Im Bataillons-Camp trifft Ernst Deutschmann auf andere, ähnlich hart bestrafte Soldaten: den ehemaligen Offizier von Bartlitz, der gegen den Befehl seiner Vorgesetzten gehandelt hat, als er mit einem Rückzug das Leben seiner verwundeten Soldaten rettete; den einfachen Soldaten Wiedeck, der seinen Heimaturlaub nicht rechtzeitig beendet hat, um seine schwangere Frau nicht mit der Ernte allein zu lassen; und den wegen mehrfachen Einbruchs verurteilten, widersetzlichen Schwanecke. Sie werden einer besonders harten Prüfung unterzogen, als Hauptfeldwebel Krüll das Kommando übernimmt. Der bullige, untersetzte Unteroffizier mit einem lautstarken Kommandoton gilt als erbarmungsloser Schleifer. Er und die anderen Offiziere wie z. B. Oberleutnant Bevern haben keine Hemmungen, ihre Untergebenen gnadenlos zu drillen und zu verheizen, denn an menschlichem Nachschub mangelt es nie. Den sadistisch-unmenschlichen Krüll und Bevern steht mit Oberleutnant Obermeier ein humaner und idealistischer Offizier gegenüber, der auch in Ausnahmesituationen seine Untergebenen wie Menschen behandelt, da er an ihre zweite Chance glaubt. Er deckt sogar Schwanecke, als dieser Beverns Tod verursacht und überträgt Krüll das Kommando zu einem Einsatz, obwohl dieser sich zuvor als psychisch nicht für den Fronteinsatz geeignet erwiesen hat.
Am Ende aber müssen alle an der Front ihren Mann stehen und werden einer nach dem anderen in einem verbrecherischen Krieg verheizt. Während neben Bartlitz und Wiedeck auch Obermeier in den Kampfhandlungen sein Leben lassen muss, erliegt Deutschmann seinen schweren Verletzungen, nachdem ihn Schwanecke aus einem brennenden Haus gerettet hat; Schwanecke selbst kommt kurz darauf bei dem schon länger von ihm geplanten Versuch zu Tode, überzulaufen. Nur Krüll schafft es stets rechtzeitig, den Kopf einzuziehen und überlebt den Einsatz als einer der wenigen. Zurück im Strafbataillon, steht bereits eine neue Kompanie zur Übernahme bereit.

## Produktionsnotizen und Wissenswertes
Strafbataillon 999 entstand im Herbst 1959 und wurde am 11. Februar 1960 in München uraufgeführt.
Erwin Gitt hatte die Produktionsleitung. Die Filmbauten wurden von Hans-Jürgen Kiebach gestaltet, die Kostüme entwarf Ilse Dubois.
Das tatsächliche Strafbataillon hieß Strafdivision 999.

## Kritiken
„Härte plus Gemüt: Auf dieses erprobte Rezept zumal deutscher Kriegsfilme verließen sich Autor Heinz G. Konsalik ("Der Arzt von Stalingrad") und Regisseur Harald Philipp ("Das alte Försterhaus") bei ihrem Elaborat über ein Bewährungsbataillon des Zweiten Weltkriegs. Sie offerieren einen ganzen Katalog vertrauter Standardmotive hiesiger Filmkonfektion: den edelmütigen Arzt und Forscher mit dem obligatorischen Selbstversuch, die anständigen Offiziere und die schikanösen Unteroffiziere, das liebende Russenmädchen und den brutalen Partisanen, den derb-humorvollen "Schützen Arsch" mit ostpreußischem Dialekt und den Leutnant mit Ordensburg-Vergangenheit. Die Kampfszenen bieten die üblichen effektvollen Motive, wie den schon aus "08/15" bekannten Sowjetpanzer, der sich überm Schützenloch herumdreht.“

Im Lexikon des Internationalen Films heißt es: „Romanverfilmung, die den Krieg zwar in rücksichtsloser Direktheit nachzeichnet, über die grauenvolle Zustandsschilderung aber nicht hinausgelangt.“